# Benvingut Oliver i Estellés
Benvingut Oliver i Estellés, oficialment Bienvenido Oliver y Esteller, (Catarroja, 2 de desembre de 1836 - Madrid, 20 de març de 1912) va ser un jurista i historiador valencià. És considerat el primer a usar el terme de «Països Catalans» en la seva obra Historia del Derecho en Cataluña, Mallorca y Valencia. Código de las Costumbres de Tortosa. Concretament l'usà en castellà i minúscules en les expressions «lo mismo en los países catalanes que en el resto de Europa» i «la legislación de los países catalanes durante el siglo XIII».

## Biografia
L'any 1856 es llicencià en filosofia i el 1858 en dret, i es doctora el 1859, amb la tesi titulada: Si los censos son de suyo perjudiciales, que es publicà aquell mateix any a Madrid. Va ser sotssecretari a l'Audiència de Barcelona. L'Acadèmia Valenciana de Legislació i Jurisprudència el nomenà vocal de la Junta Directiva el 1862, i la Reial Acadèmia de Bones Lletres de Barcelona el nomenà acadèmic el 1864. Tres anys més tard, es casà amb Carmen Román y Díaz, i es traslladà a Puerto Rico, d'on era la seva dona, i on ell exercí d'advocat. A Barcelona, es va publicar la seva obra Estudios históricos sobre el Derecho Civil de Cataluña.
L'any 1870, obté la plaça de lletrat de la Direcció General del Registre de la Propietat i del Notariat i el mateix any la Real Academia de la Historia el nomenà acadèmic corresponent. El 1874 és nomenat sotsdirector general dels Registres i del Notariat. El 1899 va ser nomenat director general, càrrec en què va romandre fins al mes d'abril de 1901.
El 1876 va ser nomenat vocal, i més tard president, de les comissions redactores de les lleis hipotecàries de Cuba i Puerto Rico; publicà el primer tom de la seva Historia del Derecho en Cataluña, Mallorca y Valencia; publicà en la Revista General de Legislación y Jurisprudencia un extens estudi titulat De la capacidad de las religiosas profesas consideradas individual y colectivamente para adquirir, retener y enajenar bienes raíces; quan es va crear la Institución Libre de Enseñanza, va ser nomenat professor de les assignatures de dret penal i dret civil foral.

### Història del dret de Catalunya, Mallorca i València
Els tres darrers toms de la seva Historia del derecho en Cataluña, Mallorca y Valencia - Libre de les Costums Generals escrites de la insigne ciutat de Tortosa es publiquen el 1881. Es tracta d'una reedició dels Costums de Tortosa amb un extens vocabulari explicatiu i observacions crítiques i literàries. L'any següent, és elegit acadèmic de la Real Academia de la Historia; hi llegeix el discurs d'ingrés titulat La Nación y la Realeza en los Estados de la Corona de Aragón.

#### Dret immobiliari espanyol
En el camp jurídic, la seva obra més destacada és el Derecho inmobiliario español, la primera elaboració sistemàtica d'aquesta branca del dret.

#### Altres feines
Oliver va rebre encàrrecs molt heterogenis: redactar els capítols matrimonials de la infanta María Teresa de Borbón i don Fernando de Baviera (1905); redactar l'exposició de motius del vigent Codi de Comerç espanyol; representar Espanya, junt amb Manuel Duran i Bas en el Congrés Internacional de dret mercantil realitzat a Anvers el 1885, i en el Congrés Internacional de dret mercantil efectuat a Brussel·les el 1888; el govern de la República de l'Equador li encarregà un dictamen sobre els límits territorials d'aquesta república, Oliver va respondre amb un escrit de quatre-centes pàgines en què analitzava el problema des de les perspectives geopolítica, històrica i jurídica.

#### Dret privat espanyol delseglexix
Per la seva obra d'investigació i les seves tasques prelegislatives, Oliver resulta un dels més importants constructors del dret privat espanyol del segle xix. En ell conflueixen els corrents del krausisme, el neotomisme i l'escola històrica del dret.

## Obres
- Si los censos son de suyo perjudiciales, Madrid, 1860
- Estudios históricos sobre el derecho civil en Cataluña, Barcelona, 1867
- Historia del derecho en Cataluña, Mallorca y Valencia, 4 toms, Madrid, 1876 y 1881
- La Nación y la Realeza en los Estados de la Corona de Aragón, Madrid, 1884
- Des innovations introduites dans la législation de la lettre de change, billets á ordre et chêques por le nouveau Code de Commerce espagnol, Anvers, 1885
- Los tribunales especiales de comercio, Madrid, 1886
- La loi espagnole relative au comerce maritime, traduite et mise en concordance avec les lois similaires allemande, belge, fraçaise, italienne et neerlandaise (en col·laboració amb Victor Jacobs i Lambert Riwerx), París, 1886
- Breve sumario del proyecto del Código Civil de Alemania y del Proyecto de Ley para su planteamiento, Madrid, 1889
- Derecho inmobiliario español, Madrid, 1892
- Bases para una legislación mercantil uniforme iberoamericana sobre abordajes y asistencias de naves mercantes en el mar, Madrid, 1892
- Las Cortes de los Antiguos Reinos de Aragón y Valencia y Principado de Cataluña (en col·laboració amb Fidel Fita), Madrid, 1901